# Nœud d'orin
Pour les articles homonymes, voir Orin (homonymie).
Un nœud d'orin est le mode de nouage d'un orin avec l'objet immergée, généralement une ancre.

## Étymologie
Le terme dérive du néerlandais ooring qui désigne le cordage de l'anneau. Le terme anglais, très utilisé en marine, est buoy rope knot.

## Nouage
L'orin est frappée du jas par l'extrémité de l'orin fermer par un œil épissé ou fixée long du corps de l'ancre. Puis l'orin est noué jusqu'aux pattes ou le diamant,, par deux demi-clefs à capeler entourant les pâtes de l'ancre. Un nœud d'empennelage ou un nœud de chaise peut être aussi utilisé en remplacement du nœud d'orin.

## Usage
Ce nœud permet de relever une ancre qui accroche sur le fond, un rocher ou une chaine, on parle d'oringuer,,,. Pour pouvoir oringuer l'ancre, il faut fixer une bouée à l'extrémité de l'orin avec une longueur suffisante en cas de marée, outre l'avantage de repérer l'emplacement de l'ancre. L'orin peut également être fixé à l'avant du bateau, il faut alors laisser beaucoup de longueur de corde pour éviter que l'ancre ne se relève seule à marée montante.

## Variantes
L'attache sur un cordage de filet de pêche, se fait à l'aide d'un nœud d'orin sur senne.